# Die drei müden Prinzessinnen
Die drei müden Prinzessinnen (Originaltitel: O třech ospalých princeznách) ist ein tschechischer Märchenfilm von Svatava Simonová aus dem Jahr 1998, der auf einem Märchen von Charles Deulin basiert, welches Motive von Die zertanzten Schuhe der Brüder Grimm enthält.

## Handlung
Die drei müden Prinzessinnen Lina, Klara und Maria sind den ganzen Tag am Gähnen. Einem König fällt jeden Morgen auf, dass seine Töchter über Nacht zertanzte Schuhe haben. Jedoch ist das ganze Gemach überwacht und verschlossen, und tagsüber zeigen sie wenig Aktivitäten. Auch das vom König verhängte Tanzverbot nützt nichts. Eines Tages kommt der Korbmacher Peter zum Schloss und will das Geheimnis für den König lüften. Er hat sich nämlich in die jüngste Prinzessin verliebt. Mithilfe einer guten Fee kann er das Rätsel um die zertanzten Schuhe lösen und bekommt die jüngste Prinzessin zur Frau.

## Synchronisation
Die deutsche Synchronbearbeitung entstand im Synchron- und Tonstudio Leipzig; für das Dialogbuch in der deutschen Fassung war Edeltraut Gerst zuständig und für die Dialogregie war Andreas Schreiber verantwortlich.
| Rolle                 | Darsteller        | Synchronsprecher  |
| --------------------- | ----------------- | ----------------- |
| Peter                 | Matěj Hádek       | Alexander Doering |
| Prinzessin Lina       | Tereza Grygarová  | Manja Doering     |
| Prinzessin Maria      | Sárka Ullrichová  | Diana Apitz       |
| Prinzessin Klara      | Sabina Králová    | Caroline Scholze  |
| König                 | Viktor Preiss     | Hilmar Eichhorn   |
| Mutter der Prinzessin | Simona Postlerová | Conny Wolter      |
| Kammerdiener          | Petr Kostka       | Werner Senftleben |
| Herr der Unterwelt    | Boris Rösner      | Dieter Bellmann   |
| Gärtner               | Frantisek Rehák   | Günter Grabbert   |
| Prinz Emanuel         | Lukáš Vaculík     | Andreas Rehschuh  |
| Simone                | Magdalena Chrzová | Alissa Jung       |

## Kritik
„Ein wunderschöner Film, bei dem garantiert kein Kind einschläft.“